# Törpepartfutó
A törpepartfutó (Calidris minutilla) a madarak (Aves) osztályának lilealakúak (Charadriiformes) rendjébe, ezen belül a szalonkafélék (Scolopacidae) családjába tartozó faj.

## Rendszerezése
A fajt Louis Pierre Vieillot francia természettudós  írta le 1812-ben, a Tringa  nembe Tringa minutilla néven.

## Előfordulása
Észak-Amerika tundráin fészkel. Telelni az Amerikai Egyesült Államok déli részére és Közép-Amerikán keresztül, Dél-Amerika északi területeire vonul. Kóborlásai során megfordul Európában is.
Természetes élőhelyei a tűlevelű erdők, tundrák, cserjések és tengerpartok, valamint mocsarak, tavak, folyók és patakok környéke.

## Megjelenése
Testhossza 15 centiméter, szárnyfesztávolsága 26-29 centiméter, testtömege 20-33 gramm.  A legkisebb partfutó a Calidris nemben.
|  |  |

## Életmódja
Tengeri és szárazföldi gerinctelenekkel táplálkozik.

## Természetvédelmi helyzete
Az elterjedési területe rendkívül nagy, egyedszáma ugyan csökken, de még nem éri el a kritikus szintet. A Természetvédelmi Világszövetség Vörös listáján nem fenyegetett fajként szerepel.